# Erika Sandri
Erika Sandri, nome d'arte di Erica Sandri (Bologna, ...), è un'attrice italiana.

## Biografia
Nata a Bologna, debutta nel teatro di rivista con Erminio Macario, per passare nel dopoguerra nella Compagnia di Ugo Tognazzi, all'inizio degli anni cinquanta entra nella Compagnia Stabile di rivista di Radio Milano dove reciterà insieme ad attori come Ermanno Roveri, Franco Parenti, Pina Renzi, Carlo Campanini, Liliana Feldmann, Elio Pandolfi e Antonella Steni.

## Il Teatro di Rivista
- Ma adesso è un'altra musica, con Macario, Wanda Osiris, Maria Donati, Armando Fineschi, Erika Sandri (1938).
- Carosello di donne, di Ripp e Bel Ami, con Macario, Wanda Osiris, Erika Sandri, Lilly Granado, Elba Elbano (1939).
- Trenta donne e un cameriere, rivista di Marmar, con Macario, Wanda Osiris, Erika Sandri, Marisa Maresca, Carlo Rizzo, Elva Elvi, Elba Elbano, 1940.
- Tutte donne, rivista di Mario Amendola, con Macario, Wanda Osiris, Marisa Merlini, Erika Sandri, Lilly Granado, Betty Wolf, musiche di Pasquale Frustaci, canzoni di Peppino Mendes e Nino Ravasini 1940.
- W le donne, di Marcello Marchesi, Dino Gelich, con Ugo Tognazzi, Erika Sandri, Rino Salviati, Renato Mariano, Miriam Glori, regia di Dino Gelich, (1945).
- Cominciò con Caino e Abele, rivista di Michele Galdieri, con Renato Rascel, Tina De Mola, Erika Sandri, Luisa Poselli, Clelia Matania, regia di Galdieri, (1948).
- Castellinaria, rivista di Dino Gelich, con Ugo Tognazzi, Lia Cortese, Erika Sandri, Rodolfo Martino, Franco Ferrari, musiche di Giovanni D'Anzi, regia di Mario Amendola, prima al Teatro Lirico di Milano nel (1949).
- Quel treno che si chiama desiderio, di Alfredo Bracchi, Dino Gelich, Giovanni D'Anzi, con Ugo Tognazzi, Vera Rol,  Erika Sandri, Tina De Mola, regia di Alfredo Bracchi, prima a Milano (1951).

## Programmi televisivi RAI
- Facciamo la spia, Rivista a premi, regia di Lydia C. Ripandelli, con Nuccia Bongiovanni, Gino Bramieri, Febo Conti, Erika Sandri, Sandra Mondaini, Nuto Navarrini, Elio Pandolfi, Antonella Steni, Giovanna Mainardi, Ermanno Roveri, orchestra Giampiero Boneschi, trasmessa il 16 ottobre 1953.
- Antologia del buon umore, Testi di Dino Falconi, Oreste Biancoli, Marcello Marchesi, Vittorio Metz, Italo Terzoli, Renzo Tarabusi, con Carlo Campanini, Erika Sandri, Ermanno Roveri, regia di Mario Landi, programma in 6 puntate dal 7 gennaio 1954 al 18 marzo 1954.
- No, No, Nanette , operetta di Frank Mandel, Otto Harbach, e Irving Cesar, musica di Vincent Youmans, con Franca Tamantini, Enrico Viarisio, Anna Maria Bottini, Alberto Bonucci, Erika Sandri, Gino Mattera, Marina Bonfigli, Gisella Sofio, Sandra Mondaini, orchestra di Cesare Gallino, regia di Vito Molinari, sabato 8 gennaio 1955, ore 21.